# Glaciar Acosta
El glaciar Acosta (71°58′S 100°55′O / -71.967, -100.917) es un glaciar en la Antártida. El mismo mide unos 3.2 km de largo, y fluye en dirección norte de la isla Thurstoan al este de Dyer Point. Fue designado por el Comité Consultivo sobre Nomenclatura Antártica (US-ACAN) en honor de Alex V. Acosta del United States Geological Survey (USGS) en Flagstaff, Arizona. Acosta es un especialista en computación y gráficos, y formó parte del equipo del USGS que compiló los mapas satelitales de la Antártida en escala 1:5,000,000-scale usando información del satélite Radiómetro Avanzado de Muy Alta Resolución y los mapas de imágenes en escala 1:250,000 con información del Landsat de la zona de la costa Siple en la década de 1990.